# Microrregión de Pouso Alegre
La microrregión de Pouso Alegre es una de las  microrregiones del estado brasileño de Minas Gerais perteneciente a la mesorregión  sur y Sudoeste de Minas. Su población fue estimada en 2006 por el IBGE en 320.419 habitantes y está dividida en veinte municipios. Posee un área total de 4.917,317 km².

## Municipios
- Bom Repouso
- Borda da Mata
- Bueno Brandão
- Camanducaia
- Cambuí
- Congonhal
- Córrego do Bom Jesus
- Espírito Santo do Dourado
- Estiva
- Extrema
- Gonçalves
- Ipuiúna
- Itapeva
- Munhoz
- Pouso Alegre
- Sapucaí-Mirim
- Senador Amaral
- Senador José Bento
- Tocos do Moji
- Toledo

- Datos: Q2456184